# Dourgoulanga
Dourgoulanga és un sub-prefectura de la regió de Bahr el Gazel de Txad. L'any 2009 tenia 25.666 habitants, dels quals el 90,98% eren nòmades.